# Saint-Clair-de-la-Tour
Saint-Clair-de-la-Tour – miejscowość i gmina we Francji, w regionie Owernia-Rodan-Alpy, w departamencie Isère.
Według danych na rok 1990 gminę zamieszkiwało 2565 osób, a gęstość zaludnienia wynosiła 278 osób/km² (wśród 2880 gmin regionu Rodan-Alpy Saint-Clair-de-la-Tour plasuje się na 345. miejscu pod względem liczby ludności, natomiast pod względem powierzchni na miejscu 1182.).